# Cratere Wer
Wer  è un cratere sulla superficie di Marte.